# Carabots de Coutances
Pour les articles homonymes, voir carabot.
Ne doit pas être confondu avec carabots de Caen.
Les Carabots de Coutances sont un groupe de monarchistes et de modérés. 

## Historique
Le Club des Carabots de Coutances est créé sous la Révolution à Coutances, dans le département de la Manche.
Il réunit des monarchistes, des modérés et des partisans des Girondins (députés modérés et conservateurs ayant siégés à l'Assemblée constituante puis législative de 1789 à 1791, et à la Convention nationale entre 1792 et 1793).
Ses membres appartenaient presque tous à la classe dirigeante de la population et à la noblesse. 
Les Carabots de Coutances étaient clients de l'administration départementale et probablement d'importants négociants de Caen.